# Landkreis Freising

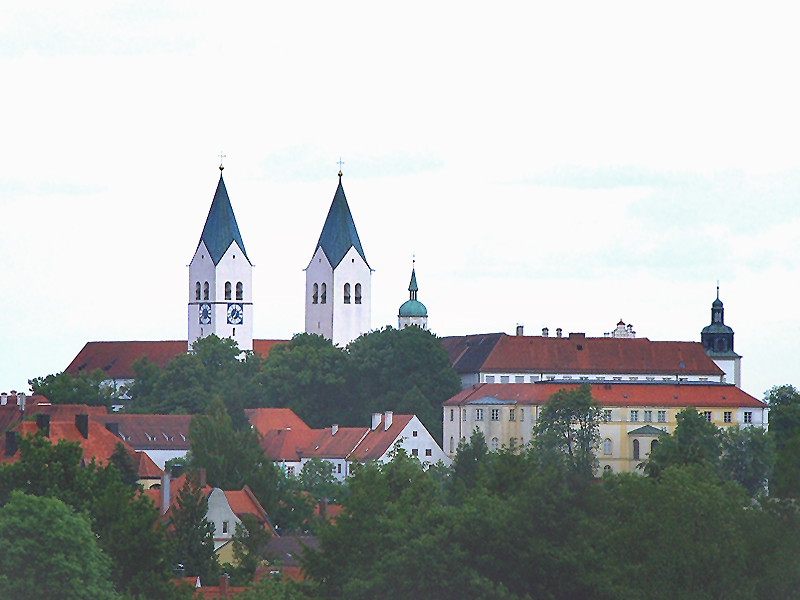
Mariendom in Freising

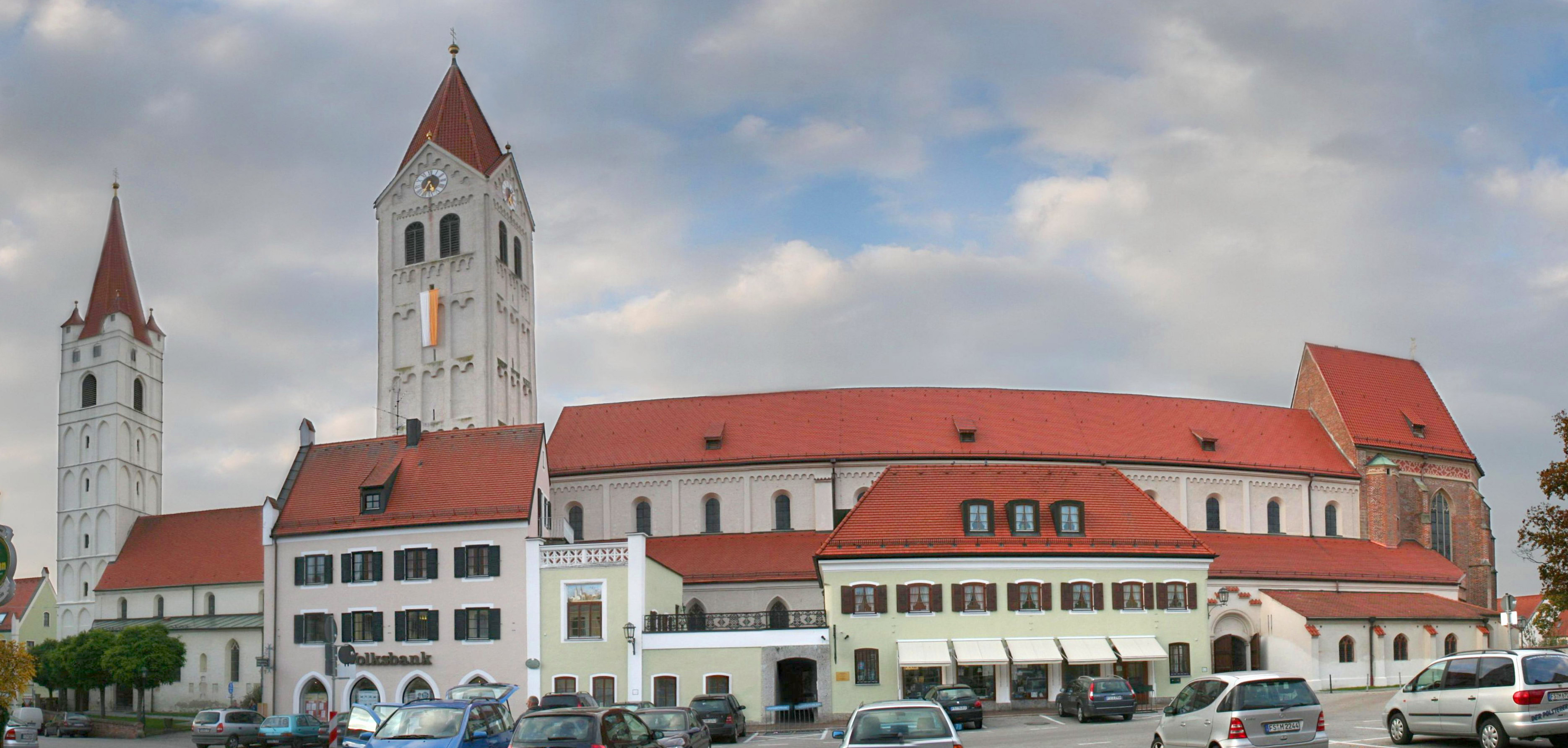
Kastulusmünster in Moosburg

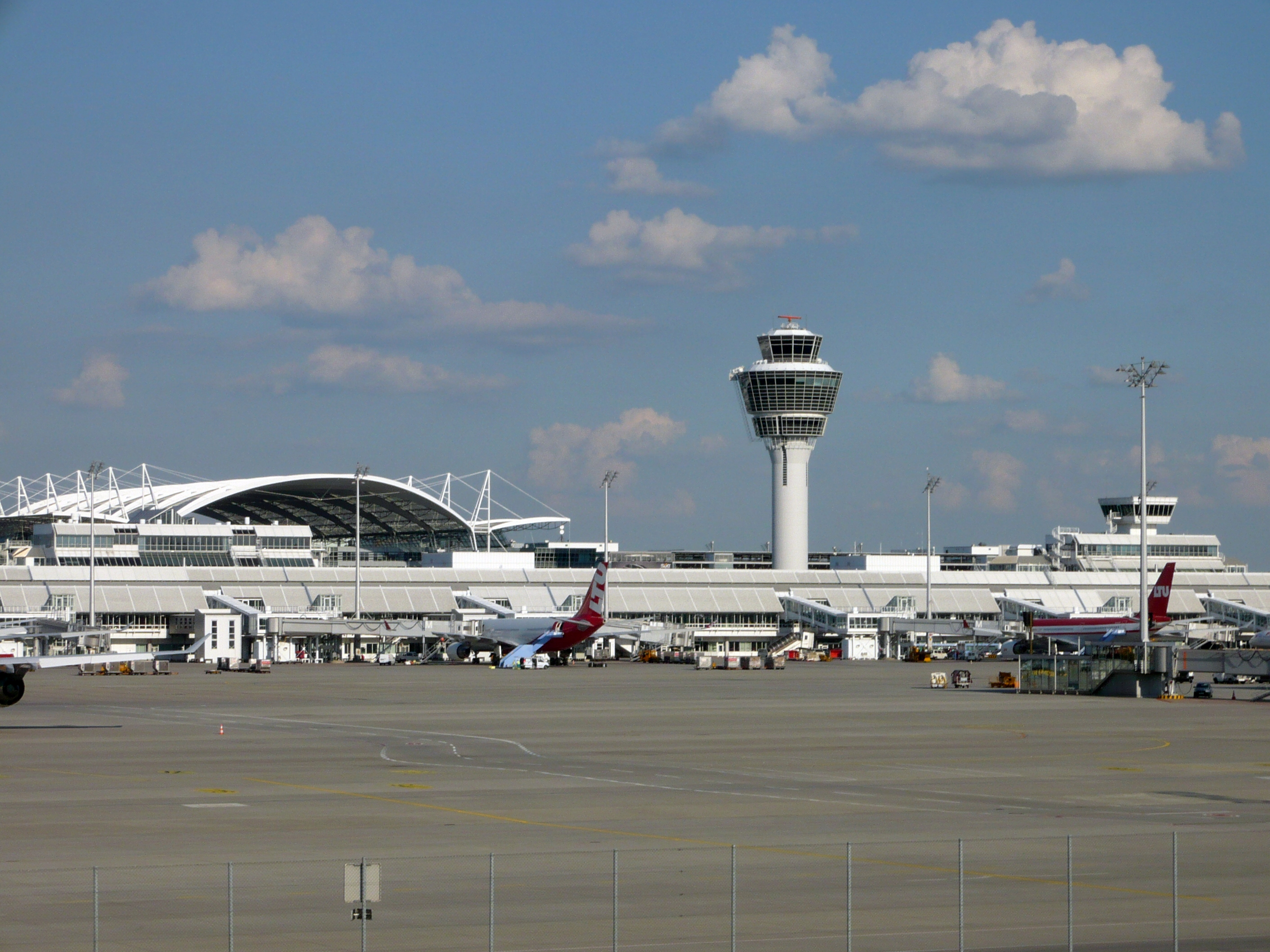
Flughafen München

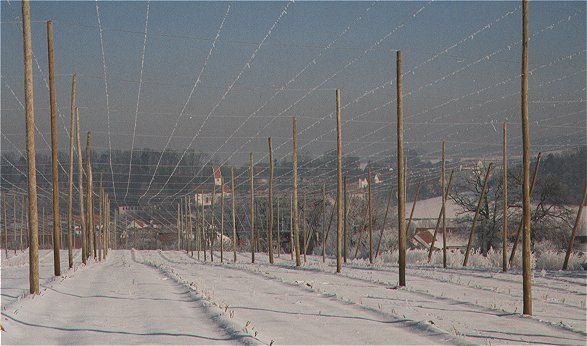
Hopfengarten in der Hallertau

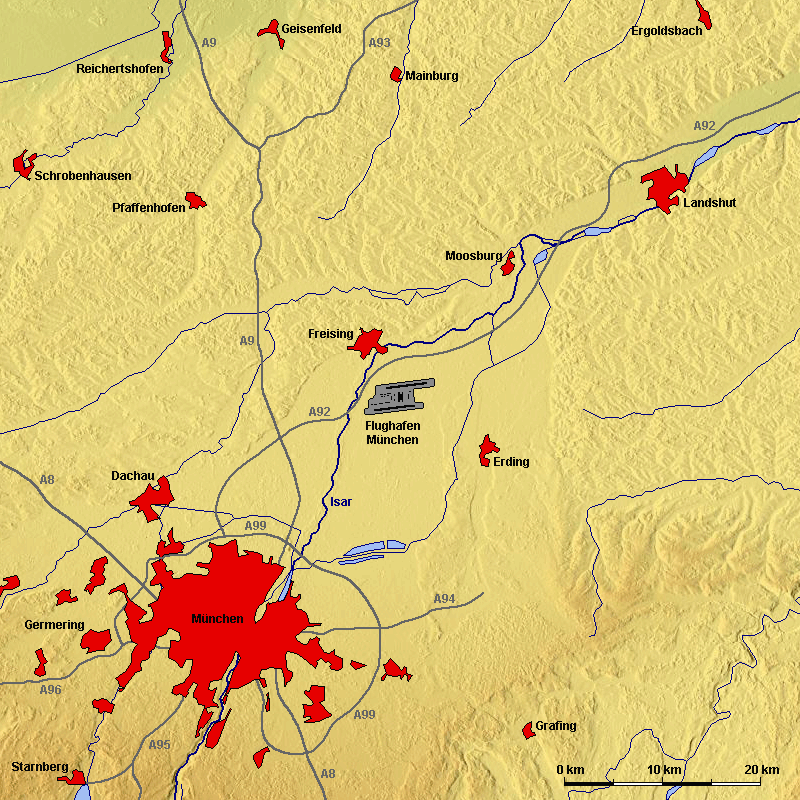
Topographie des Landkreisgebiets

Der Landkreis Freising liegt im Nordosten des bayerischen Regierungsbezirks Oberbayern und gehört zur Region München. Die Nähe zur bayerischen Landeshauptstadt München wie auch die sehr gute Verkehrsinfrastruktur (mit dem auf dem Landkreisgebiet gelegenen Flughafen München und der sehr guten Nahverkehrsanbindung an München als Teil des Münchner Verkehrs- und Tarifverbunds) machen den Landkreis Freising zu einem der begehrtesten und wachstumsstärksten Wirtschafts- und Wohnstandorte in Deutschland. Im aktuellen Wirtschaftskraft-Ranking der Zeitschrift Focus belegt er Platz 3 unter allen deutschen Landkreisen, nach den Nachbarlandkreisen München und Pfaffenhofen.

## Geographie

### Lage
Das Kreisgebiet umfasst im Wesentlichen zwei Landschaften: Neben dem Donau-Isar-Hügelland im Norden und in der Mitte des Landkreises, welches auch den weitaus größeren Anteil der Landkreisfläche einnimmt, finden sich im äußersten Süden und an der östlichen Landkreisgrenze noch Ausläufer der Münchener Schotterebene in Form des Freisinger und Erdinger Mooses. Als Gewässer erster Ordnung durchziehen Isar, Amper und Glonn das Landkreisgebiet. Während die Isar von Süd-West nach Nord-Ost fließt, fließen ihr Nebenfluss Amper und deren Nebenfluss Glonn in west-östlicher Richtung durch das Kreisgebiet.

### Wichtige Orte
Die größten Orte sind die Große Kreisstadt Freising und die Gemeinde Neufahrn, gefolgt von der Stadt Moosburg. Die älteste Stadt im Landkreis ist Moosburg, das 1331 das Stadtrecht erhielt, vor Freising (1359).

### Nachbarkreise
Der Landkreis grenzt im Uhrzeigersinn im Norden beginnend an die Landkreise Kelheim, Landshut, Erding, München, Dachau und Pfaffenhofen an der Ilm.

## Geschichte

### Landgerichte
Das Kreisgebiet gehörte schon vor 1803 überwiegend zu Bayern und war den Landgerichten Kranzberg und Moosburg zugeordnet. Lediglich das Hochstift Freising mit der Stadt Freising und der Grafschaft Ismaning (mit Teilen auch im Landkreis München)  war ein eigenes geistliches Herrschaftsgebiet, das 1802 säkularisiert und dem Kurfürstentum Bayern eingegliedert wurde. 1803 wurde dann das Landgericht Moosburg unverändert in die neue Organisation des Landes übernommen. Anfang 1804 wurde das Landgericht Kranzberg aufgelöst und das Landgericht in Freising neu errichtet. Die beiden Landgerichte Freising und Moosburg gehörten seit 1808 zum Isarkreis (ab 1838 Oberbayern).
Landrichter
- Karl Freiherr von Stromer (ab 1804)
- Maximilian von Ockl (ab 1805)
- Franz Bernhard Grosch (1817–1849)
- Karl Breidenbach (1849–1862)

### Bezirksamt
Am 1. Juli 1862 wurden beide Landgerichtsbezirke in administrativer Hinsicht zum Bezirksamt Freising vereinigt. Erster Bezirksamtmann wurde der vorherige Landrichter Karl Breidenbach. Die Landgerichte Freising und Moosburg bestanden als Gerichtsbehörden bis 1879 fort und wurden dann in Amtsgerichte umgewandelt.
Mit der Bildung des Bezirksamts Freising wurde Freising eine kreisunmittelbare Stadt.
Am 1. Januar 1905 wurde die Gemeinde Neustift in die Stadt Freising eingegliedert.
Am 1. Februar 1927 wurde das Bezirksamt Freising um die Gemeinde Pfrombach des Bezirksamtes Erding vergrößert.

### Landkreis
Am 1. Januar 1939 wurde wie sonst überall im Deutschen Reich die Bezeichnung Landkreis eingeführt. So wurde aus dem Bezirksamt der Landkreis Freising.
Am 1. April 1940 wurde Freising in den Landkreis Freising eingegliedert, doch wurde dies am 8. Februar 1946 wieder rückgängig gemacht. Im Rahmen der Gebietsreform in Bayern wurde der Landkreis am 1. Juli 1972 vergrößert. Die Stadt Freising wurde wieder in den Landkreis eingegliedert und erhielt für den Verlust der Kreisfreiheit den Status einer Großen Kreisstadt. Neu zum Landkreis kamen außerdem die Gemeinden Au in der Hallertau, Berg, Enzelhausen, Grafendorf, Grünberg, Günzenhausen, Haslach, Osseltshausen, Osterwaal, Rudertshausen und Tegernbach aus dem aufgelösten Landkreis Mainburg sowie die Gemeinde Fahrenzhausen des Landkreises Dachau.
Am 1. Mai 1978 wurde der Ortsteil Goldach der Gemeinde Notzing des Landkreises Erding nach Hallbergmoos im Landkreis Freising umgemeindet. Gleichzeitig gab der Landkreis die Gemeinde Bruckberg an den Landkreis Landshut ab.
Drei Gemeinden im Landkreis Freising haben insgesamt 51 % Flächenanteil an dem am 11. Mai 1992 eröffneten Flughafen München: Der Südwesten gehört zur Gemeinde Hallbergmoos, der Nordwesten mit dem Besucherpark zur Stadt Freising. Ein sehr kleiner Teil an der Nordgrenze mit rund 2,8 ha gehört zur Gemeinde Marzling.

### Einwohnerstatistik
Der Landkreis Freising gewann von 1988 bis 2008 über 43.000 Einwohner hinzu bzw. wuchs um ca. 35 %. Im genannten Zeitraum ist das die zweithöchste prozentuale Bevölkerungszunahme eines Landkreises in Bayern – nach dem Nachbarlandkreis Erding. Zwischen 1988 und 2018 wuchs der Landkreis von 122.369 auf 179.116 um 56.747 Einwohner bzw. um 46,4 %.

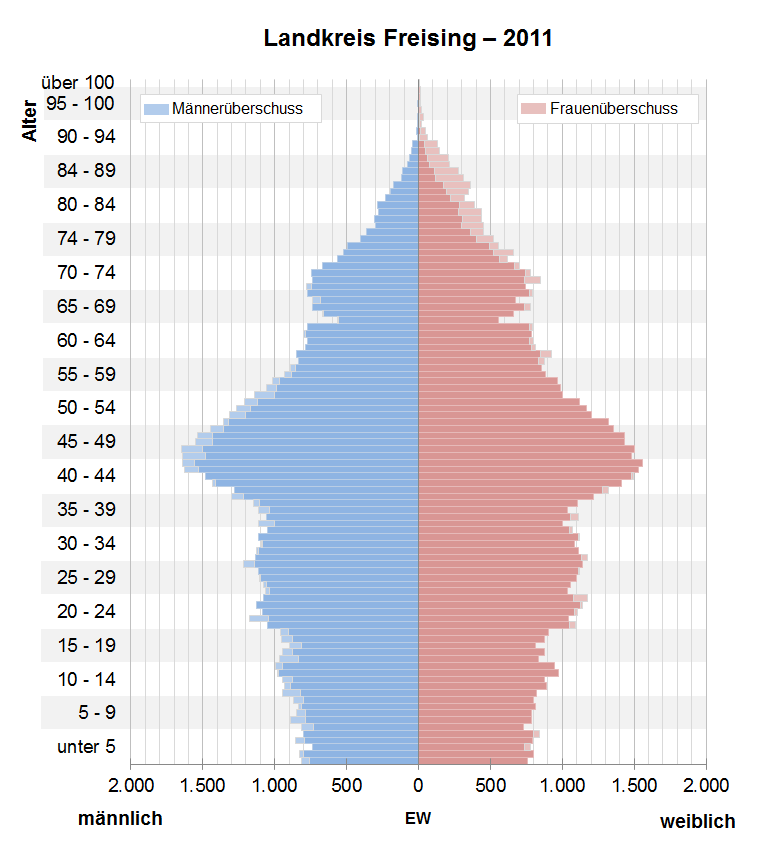
Bevölkerungspyramide für den Kreis Freising (Datenquelle: Zensus 2011.)

Die nachfolgenden Einwohnerzahlen beziehen sich auf den Gebietsstand vom 25. Mai 1987:
| Bevölkerungsentwicklung | Bevölkerungsentwicklung | Bevölkerungsentwicklung | Bevölkerungsentwicklung | Bevölkerungsentwicklung | Bevölkerungsentwicklung | Bevölkerungsentwicklung | Bevölkerungsentwicklung | Bevölkerungsentwicklung | Bevölkerungsentwicklung | Bevölkerungsentwicklung | Bevölkerungsentwicklung | Bevölkerungsentwicklung | Bevölkerungsentwicklung | Bevölkerungsentwicklung |
| ----------------------- | ----------------------- | ----------------------- | ----------------------- | ----------------------- | ----------------------- | ----------------------- | ----------------------- | ----------------------- | ----------------------- | ----------------------- | ----------------------- | ----------------------- | ----------------------- | ----------------------- |
| Jahr                    | 1840                    | 1900                    | 1939                    | 1950                    | 1961                    | 1970                    | 1987                    | 1991                    | 1995                    | 2000                    | 2005                    | 2010                    | 2015                    | 2020                    |
| Einwohner               | 32.763                  | 48.212                  | 59.250                  | 82.737                  | 81.374                  | 95.153                  | 118.518                 | 132.536                 | 141.022                 | 152.307                 | 160.655                 | 166.375                 | 173.225                 | 180.313                 |

### Konfessionsstatistik
Gemäß dem Zensus 2022 waren 43,5 % der Einwohner katholisch, 8,7 % evangelisch, und 47,8 % waren konfessionslos, gehörten einer anderen Glaubensgemeinschaft an oder machten keine Angabe.

## Politik

### Kreistag
Seit der Kommunalwahl am 15. März 2020 verteilen sich die Sitze im Kreistag des Landkreises Freising wie folgt:
| Kreistagswahl 2020Wahlbeteiligung: 58,8 % (+6,0 %) %3020100 25,122,219,99,97,26,04,32,92,6 CSUGrüneFWFSMSPDAfDÖDPFDPLinkeGewinne und Verlusteim Vergleich zu 2014 %p 6 4 2 0 −2 −4 −6 −8−6,4+2,8−0,6+0,1−3,3+6,0+0,6+0,8+0,1CSUGrüneFWFSMSPDAfDÖDPFDPLinke | Sitzverteilung im Kreistag Freising seit 2020Insgesamt 70 Sitze - Linke: 2 - SPD: 5 - Grüne: 15 - ÖDP: 3 - FSM: 7 - FW: 14 - FDP: 2 - CSU: 18 - AfD: 4 |

| Parteien und Wählergemeinschaften | Parteien und Wählergemeinschaften  | 2020   | 2020   | 2014   | 2014   | 2008   | 2008   | 2002   | 2002   | 1996   | 1996   |
| Parteien und Wählergemeinschaften | Parteien und Wählergemeinschaften  | %      | Sitze  | %      | Sitze  | %      | Sitze  | %      | Sitze  | %      | Sitze  |
| CSU                               | Christlich-Soziale Union in Bayern | 25,1   | 18     | 31,5   | 22     | 33,8   | 24     | 44,3   | 32     | 42,0   | 26     |
| Grüne                             | Grüne Bayern                       | 22,2   | 15     | 19,4   | 14     | 16,9   | 12     | 10,5   | 7      | 10,9   | 6      |
| FW                                | Freie Wähler Bayern                | 19,9   | 14     | 20,5   | 14     | 24,1   | 17     | 20,6   | 14     | 17,8   | 11     |
| FSM                               | Freisinger Mitte                   | 9,9    | 7      | 9,8    | 7      | –      | –      | –      | –      | –      | –      |
| SPD                               | SPD Bayern                         | 7,2    | 5      | 10,5   | 7      | 13,4   | 9      | 16,7   | 12     | 20,3   | 13     |
| AfD                               | AfD Bayern                         | 6,0    | 4      | –      | –      | –      | –      | –      | –      | –      | –      |
| ÖDP                               | Ökologisch–Demokratische Partei    | 4,3    | 3      | 3,7    | 3      | 4,0    | 3      | 3,6    | 2      | 3,5    | 2      |
| FDP                               | FDP Bayern                         | 2,9    | 2      | 2,1    | 1      | 4,4    | 3      | 2,8    | 2      | 2,7    | 1      |
| Linke                             | Die Linke                          | 2,6    | 2      | 2,5    | 2      | 3,4    | 2      | –      | –      | –      | –      |
| BP                                | Bayernpartei                       | –      | –      | –      | –      | –      | –      | 1,4    | 1      | 2,9    | 1      |
| gesamt                            | gesamt                             | 100,1  | 70     | 100,0  | 70     | 100,0  | 70     | 99,9   | 70     | 100,1  | 60     |
| Wahlbeteiligung                   | Wahlbeteiligung                    | 58,8 % | 58,8 % | 52,8 % | 52,8 % | 58,4 % | 58,4 % | 60,6 % | 60,6 % | 66,4 % | 66,4 % |

#### Ausschüsse
- Kreisausschuss
- Jugendhilfeausschuss
- Ausschuss für Planung, Umwelt, Tourismus, Landkreisentwicklung und Infrastruktur
- Ausschuss für Schule, Kultur und Sport
- Ausschuss für demographische und soziale Fragen
- Rechnungsprüfungsausschuss

#### Weitere Gremien
- Aufsichtsrat der Krankenhaus Freising GmbH
- Rettungszweckverband Erding
- Aufsichtsrat Wohnungsbau GmbH im Landkreis Freising
- Verbandsversammlung Sparkasse Freising Moosburg

### Bezirksamtmänner/-oberamtmänner bis 1938, Landräte ab 1939
- 1913–1923: Rudolf Gschwendner
- 1924–1934: Karl Schels
- 1934–1945: Heinrich Heidenreich (NSDAP)
- 1945–1966: Philipp Held (CSU)
- 1966–1996: Ludwig Schrittenloher (CSU)
- 1996–2008: Manfred Pointner (PFW)
- 2008–2014: Michael Schwaiger (FW)
- 2014–2020: Josef Hauner (CSU)
- seit 1. Mai 2020: Helmut Petz (FW)[11]

### Wappen
| Wappen des Landkreises Freising | Blasonierung: „Unter Schildhaupt mit den bayerischen Rauten gespalten von Gold und Rot; vorne ein linksgewendeter, rot gekrönter Mohrenkopf mit rotem Ohrring, hinten eine heraldische silberne Rose.“ |
| Wappen des Landkreises Freising | Wappenbegründung: Das Wappen erläutert die Geschichte des Landkreisgebietes. Die Rauten stehen für die alten herzoglichen Ämter Kranzberg und Moosburg. Der Mohrenkopf ist das Wappen des ehemaligen Hochstifts Freising, dessen Gebiet an der Isar 1802 an Bayern fiel. Das Mohrenbild ist eine irrige Umdeutung des Hauptes des Bistumspatrons St. Korbinian auf vorheraldischen Münzprägungen. Die Rose ist eine Minderung des drei Rosen enthaltenden Stammwappens der 1281 ausgestorbenen Grafen von Moosburg. |

## Wirtschaft, Infrastruktur, Wissenschaft
Im Zukunftsatlas 2019 belegte der Landkreis Freising Platz 34 von 401 Landkreisen, Kommunalverbänden und kreisfreien Städten in Deutschland und zählt damit zu den Regionen mit „sehr hohen Zukunftschancen“.

### Wirtschaft und Wissenschaft
Die Arbeitslosenquote betrug 3,2 % im Juni 2025. Der an der Landkreisgrenze liegende Flughafen München ist ein wichtiger wirtschaftlicher Faktor. Trotz einer schnell gewachsenen „Hightech-Landschaft“ hat der Landkreis Freising nach wie vor einen sehr guten Branchenmix an Mittelstandsbetrieben. Heute werden drei Viertel der Leistungskraft in Handel, Verkehr und Dienstleistung erbracht und nur noch ein Prozent in der Landwirtschaft. Darüber hinaus zählt die Region in den Bereichen Biotechnologie und Logistik zu den Spitzenstandorten in Deutschland. Auch im Kompetenzfeld Ernährung und Lebensmittelwissenschaften oder in der Informations- und Kommunikationstechnologie braucht man den Vergleich mit anderen Standorten nicht zu scheuen. Inzwischen wächst der Landkreis um etwa 2.000 Menschen jährlich. Mit einem Altersdurchschnitt von 38 Jahren hat er die jüngsten Einwohner in ganz Bayern.
Der Landkreis Freising ist der Sitz des Wissenschaftszentrum Weihenstephan für Ernährung, Landnutzung und Umwelt der Technischen Universität München. Es ist eines der weltweit renommiertesten Lehr- und Forschungszentren im Bereich der so genannten Life Sciences, indem es das komplette Spektrum der lebenswissenschaftlichen Forschung abbildet, insbesondere die Lebensmittelkette von der Pflanzen- und Tierzucht über die Agrar- und Forstwissenschaften bis zur Ernährungswissenschaft und -medizin. Rund 3.500 Studierende bereiten sich hier auf ihre Berufe mit Zukunft vor. Einmalig am Wissenschaftszentrum Weihenstephan ist die enge Vernetzung der Forschungsdisziplinen. Auch die Hochschule Weihenstephan befindet sich seit 1971 am Standort Weihenstephan und bietet zahlreiche innovative, grüne und praxisnahe Studiengänge an.

### Tourismus

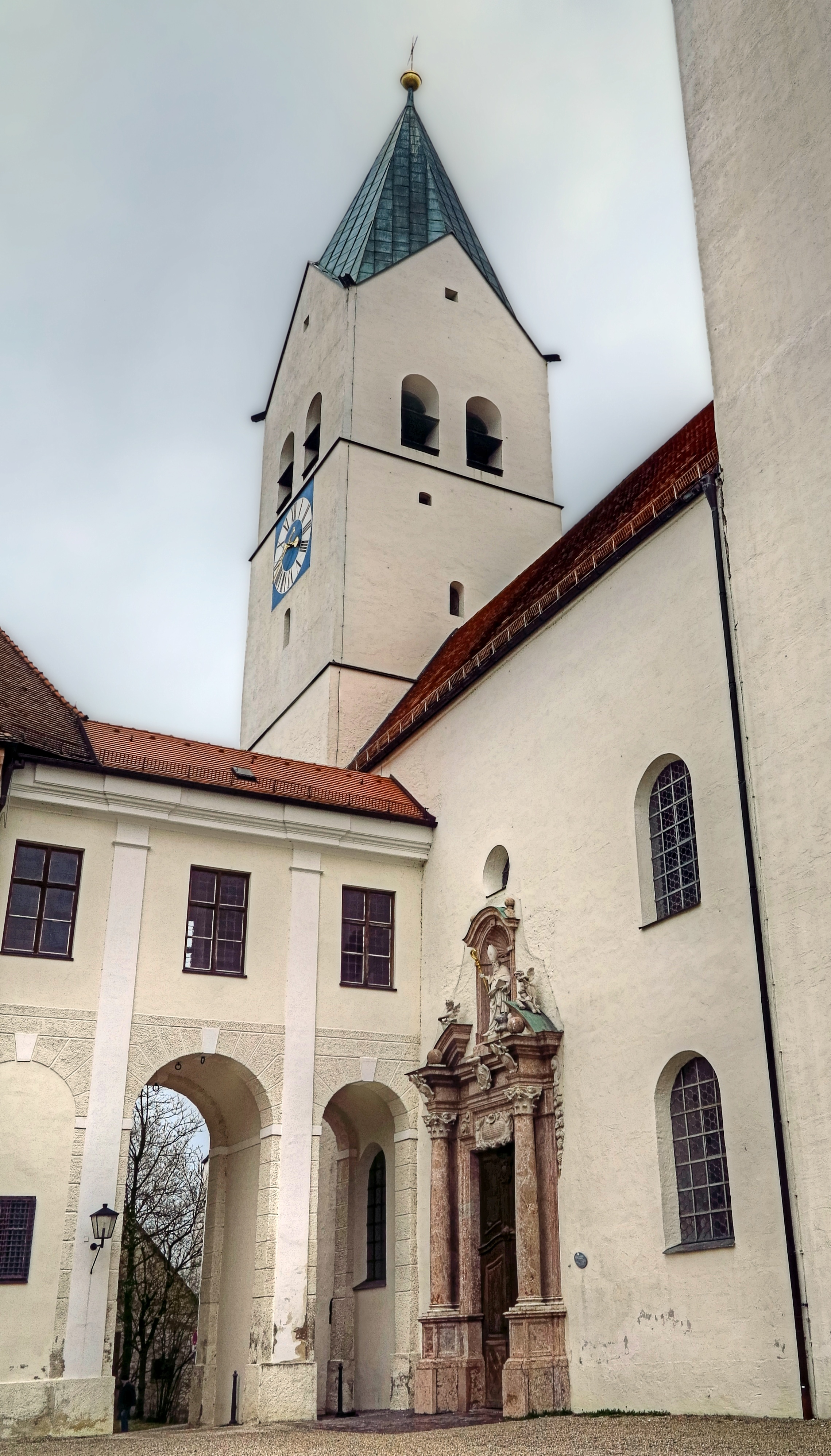
Freisinger Dom
Hauptportal

Der Domberg in Freising mit dem Diözesanmuseum und der Freisinger Altstadt sind Hauptattraktionen. In Moosburg an der Isar steht das Kastulusmüster.
Drei Fernradwege führen durch das Kreisgebiet: der Isar-Radweg durch den Isarauwald, der 201 km lange Ammer-Amper-Radweg durch das Ampertal und der internationale Fernradweg München-Regensburg-Prag entlang der Isar und durch das Hopfenanbaugebiet Hallertau.
Die Hallertau als größtes zusammenhängendes Hopfenanbaugebiet der Welt befindet sich zum Teil im Landkreis Freising; die Hopfenstangen prägen das Bild der Hallertau.

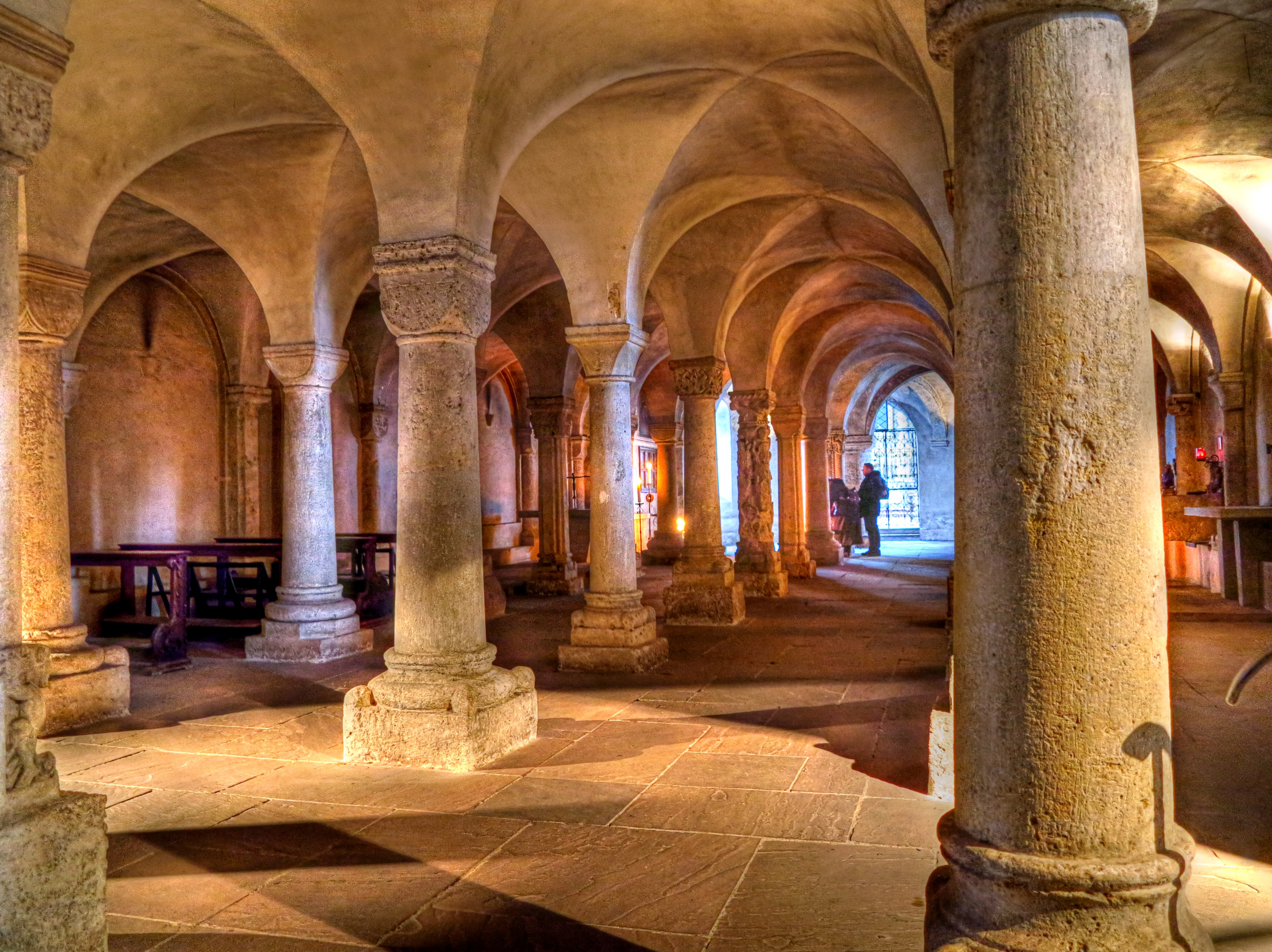
Die Krypta des Freisinger Doms

### Verkehr
Der Landkreis Freising verfügt über eine sehr günstige Verkehrsanbindung. Er ist Teil des Münchner Verkehrs- und Tarifverbund und umfasst auch den größten Teil des Flughafens München, den der Flughafenexpress von Regensburg sowie die S-Bahnlinien 1 und 8 von München durch den Landkreis her erschließen.
Die von der AG der Bayerischen Ostbahnen schon 1858 eröffnete Hauptbahn München – Regensburg wird bis zur Kreisstadt Freising ebenfalls von der S-Bahnlinie 1 befahren. Weitere Haltestellen für Regionalzüge sind Marzling, Langenbach und Moosburg, die alle noch Teil des MVV-Tarifgebietes sind.
Während die S 1-Haltestellen Eching und Neufahrn und der S 8-Halt in Hallbergmoos bereits seit 1992 bzw. 1998 eine umsteigefreie Anbindung an den Flughafen besitzen, wurde nach Fertigstellung der Neufahrner Kurve im Jahr 2018 mittels eines neuen Regionalexpress aus Richtung Regensburg auch eine umsteigefreie Anbindung der anderen Haltestellen an den Flughafen realisiert.
Außerdem ist noch die Münchner U-Bahn-Linie 6 erwähnenswert, weil sie an der Landkreisgrenze, in unmittelbarer Nachbarschaft zum Echinger Gemeindeteil Dietersheim, im Garchinger Forschungsgelände endet und deswegen auch in das Regionalbusnetz integriert ist. Ferner läuft die Bahnstrecke München–Treuchtlingen (mit dem Bahnhof Paindorf in nur 500 m Entfernung) knapp am Landkreisgebiet vorbei.
In der Hallertau entstanden um die Jahrhundertwende zwei Lokalbahnstrecken der Bayerischen Staatseisenbahnen:
Als erste 1895 die Strecke von Wolnzach nach Mainburg und danach 1909 in Enzelhausen abzweigend die Strecke über Au und Nandlstadt nach Langenbach bei Freising.
Der Personenverkehr wurde auf diesen beiden Strecken im Jahre 1969 eingestellt, auf der Teilstrecke Unterzolling–Langenbach allerdings erst 1973.
Die Bundesautobahnen 9 (München-Nürnberg) und 92 (München-Deggendorf) sowie die Bundesstraßen 11, 13 und 301, wie auch die Staatsstraßen 2045, 2053, 2054, 2084, 2085, 2331, 2339, 2341 und 2584 erschließen den Landkreis.

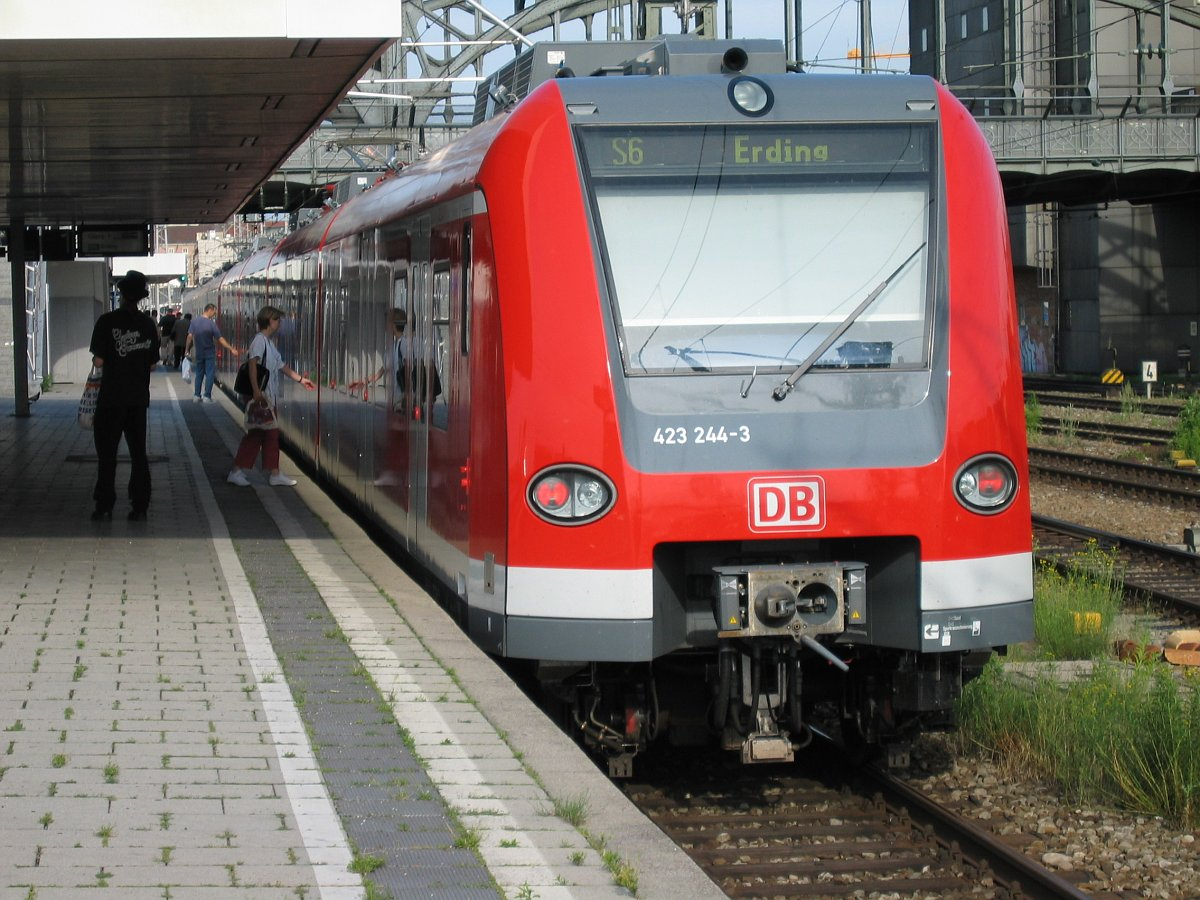
S-Bahn
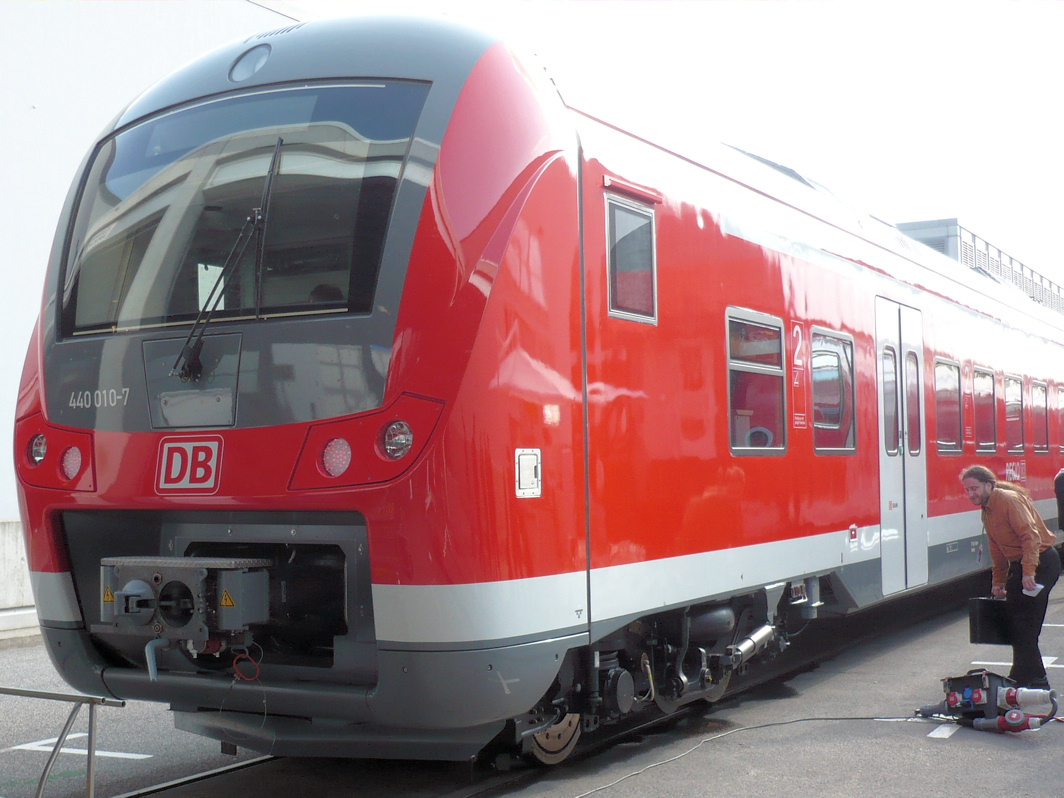
R-Bahn
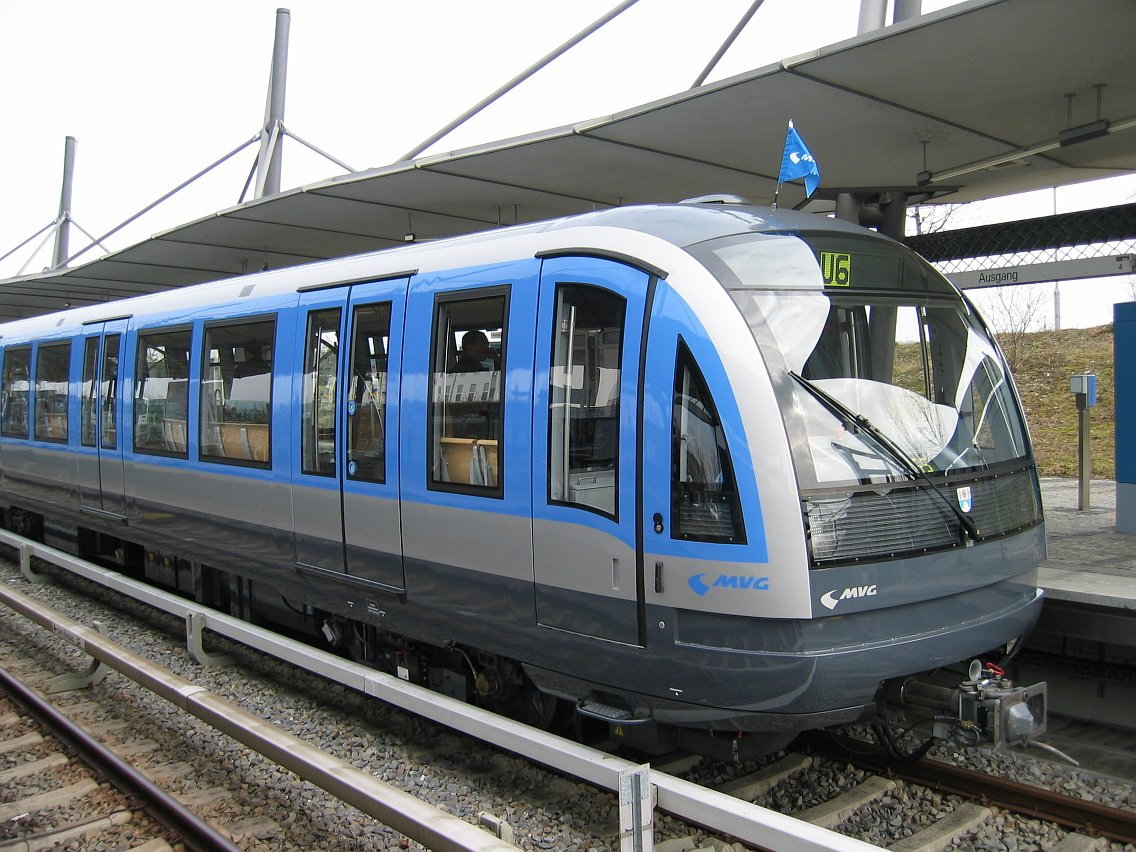
U-Bahn
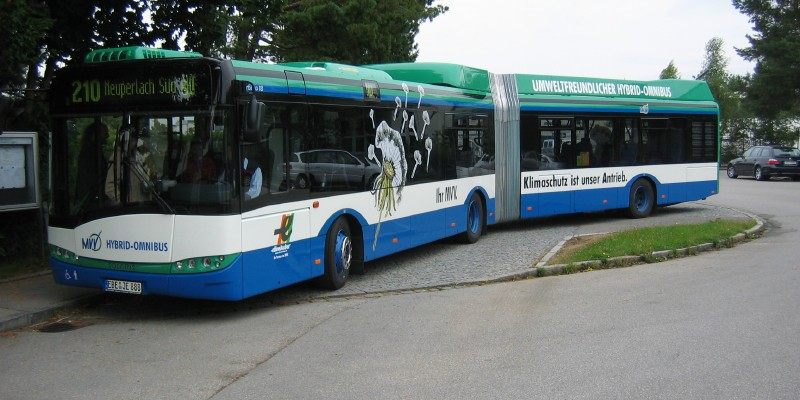
Regionalbus

## Einrichtungen des Landkreises

### Klinikum
- Klinikum Freising, Akademisches Lehrkrankenhaus der Technischen Universität München, betrieben von der Krankenhaus Freising GmbH

### Schulen (in Trägerschaft des Landkreises)
- Sonderpädagogisches Förderzentrum Freising (Förderschule mit den Förderschwerpunkten Lernen, Sprache sowie sozial-emotionale Entwicklung)
- Camerloher-Gymnasium, Freising
- Dom-Gymnasium, Freising
- Josef-Hofmiller Gymnasium, Freising
- Karl-Ritter-von-Frisch-Gymnasium, Moosburg
- Oskar-Maria-Graf-Gymnasium, Neufahrn (im Zweckverband mit der Gemeinde Neufahrn)
- Wirtschaftsschule, Freising
- Fachober-/Berufsoberschule, Freising
- Staatliches Berufliches Schulzentrum, Freising
- Imma-Mack-Realschule, Eching
- Kastulus-Realschule, Moosburg
- Karl-Meichelbeck-Realschule
- Realschule Gute Änger, Freising
- Realschule Au in der Hallertau

## Gemeinden
Die größte Gemeinde im Landkreis ist die Große Kreisstadt Freising mit 45.118 Einwohnern (mit Nebenwohnsitzen 48.462), gefolgt von der Gemeinde Neufahrn bei Freising mit 18.973 (21.156) Einwohnern und der Stadt Moosburg an der Isar mit 17.487 Einwohnern.
(Einwohner am 31. Dezember 2024)
| Stadt                      | Wappen | Fläche km² | Einwohner 31. Dezember 2019 | EW-Dichte EW je km² | Höhe über NN |
| -------------------------- | ------ | ---------- | --------------------------- | ------------------- | ------------ |
| Freising, Große Kreisstadt |        | 88,60      | 48,928                      | 552                 | 448          |
| Moosburg a.d.Isar          |        | 43,85      | 20,012                      | 456                 | 421          |

| Markt            | Wappen | Fläche km² | Einwohner 31. Dezember 2019 | EW-Dichte EW je km² | Höhe über NN |
| ---------------- | ------ | ---------- | --------------------------- | ------------------- | ------------ |
| Au i.d.Hallertau |        | 54,98      | 6.290                       | 114                 | 452          |
| Nandlstadt       |        | 34,30      | 5.635                       | 164                 | 465          |

| Gemeinde            | Wappen | Fläche km² | Einwohner 31. Dezember 2019 | EW-Dichte EW je km² | Höhe über NN |
| ------------------- | ------ | ---------- | --------------------------- | ------------------- | ------------ |
| Allershausen        |        | 26,55      | 5.980                       | 225                 | 442          |
| Attenkirchen        |        | 16,11      | 2.760                       | 171                 | 524          |
| Eching              |        | 37,31      | 14.130                      | 392                 | 469          |
| Fahrenzhausen       |        | 37,64      | 5.064                       | 135                 | 465          |
| Gammelsdorf         |        | 21,63      | 1.599                       | 74                  | 495          |
| Haag a.d.Amper      |        | 21,71      | 2.716                       | 125                 | 440          |
| Hallbergmoos        |        | 35,07      | 11.337                      | 341                 | 460          |
| Hohenkammer         |        | 25,74      | 2.697                       | 105                 | 471          |
| Hörgertshausen      |        | 21,48      | 1.989                       | 93                  | 453          |
| Kirchdorf a.d.Amper |        | 32,96      | 3.344                       | 101                 | 440          |
| Kranzberg           |        | 39,51      | 4.304                       | 109                 | 483          |
| Langenbach          |        | 26,89      | 4.068                       | 151                 | 429          |
| Marzling            |        | 20,50      | 3.287                       | 160                 | 443          |
| Mauern              |        | 24,14      | 3.125                       | 129                 | 435          |
| Neufahrn b.Freising |        | 45,53      | 20.202                      | 463                 | 464          |
| Paunzhausen         |        | 12,72      | 1.605                       | 126                 | 509          |
| Rudelzhausen        |        | 40,81      | 3.508                       | 86                  | 440          |
| Wang                |        | 31,19      | 2.475                       | 79                  | 415          |
| Wolfersdorf         |        | 26,05      | 2.575                       | 99                  | 502          |
| Zolling             |        | 34,54      | 4.956                       | 143                 | 429          |

Verwaltungsgemeinschaften
1. Allershausen mit den Mitgliedsgemeinden Allershausen und Paunzhausen
2. Mauern mit den Mitgliedsgemeinden Gammelsdorf, Hörgertshausen, Mauern und Wang
3. Zolling mit den Mitgliedsgemeinden Attenkirchen, Haag a.d.Amper, Wolfersdorf und Zolling

## Gemeinden vor der Gebietsreform 1971/78
Vor der Gebietsreform hatte der Landkreis Freising 69 Gemeinden (siehe Liste unten). Die Gemeinde Neustift wurde im Jahr 1905 Teil der Stadt Freising, Vötting im Jahr 1937. Die Gemeinde Hagsdorf wurde 1935 nach Schweinersdorf eingemeindet und die Gemeinde Johanneck am 1. April 1939 nach Paunzhausen.
Im Norden grenzte der Landkreis an den Landkreis Mainburg, im Nordosten an den Landkreis Landshut, im Südosten an den Landkreis Erding, im Süden an den Landkreis München, im Südwesten an den Landkreis Dachau und im Nordwesten an den Landkreis Pfaffenhofen a.d.Ilm. Die Stadt Freising war nicht Teil des Landkreises, sondern eine kreisfreie Stadt, war aber dennoch Sitz der Kreisverwaltung.
Die Gemeinden des Landkreises Freising vor der Gemeindereform 1971/78. (Heute noch existierende Gemeinden sind fett geschrieben.)

Landkreis Freising, Gemeindegrenzenkarte von 1961

| Frühere Gemeinde                                                                                            | Heutige Gemeinde    | Heutiger Landkreis |
| --- | ------------------- | ------------------ |
| Abens (entstand 1971 aus den Gemeinden Hemhausen und Hirnkirchen; 1978 Eingemeindung nach Au i.d.Hallertau) | Au i.d.Hallertau    | Landkreis Freising |
| Airischwand                                                                                                 | Nandlstadt          | Landkreis Freising |
| Aiterbach                                                                                                   | Allershausen        | Landkreis Freising |
| Allershausen                                                                                                | Allershausen        | Landkreis Freising |
| Anglberg | Zolling             | Landkreis Freising |
| Appersdorf                                                                                                  | Zolling             | Landkreis Freising |
| Attaching                                                                                                   | Freising            | Landkreis Freising |
| Attenkirchen                                                                                                | Attenkirchen        | Landkreis Freising |
| Baumgarten                                                                                                  | Nandlstadt          | Landkreis Freising |
| Berghaselbach                                                                                               | Wolfersdorf         | Landkreis Freising |
| Bruckberg                                                                                                   | Bruckberg           | Landkreis Landshut |
| Bruckbergerau                                                                                               | Bruckberg           | Landkreis Landshut |
| Dürnhaindlfing                                                                                              | Wolfersdorf         | Landkreis Freising |
| Eching | Eching              | Landkreis Freising |
| Enghausen                                                                                                   | Mauern              | Landkreis Freising |
| Figlsdorf                                                                                                   | Nandlstadt          | Landkreis Freising |
| Gammelsdorf                                                                                                 | Gammelsdorf         | Landkreis Freising |
| Giggenhausen                                                                                                | Neufahrn b.Freising | Landkreis Freising |
| Gremertshausen                                                                                              | Kranzberg           | Landkreis Freising |
| Großnöbach                                                                                                  | Fahrenzhausen       | Landkreis Freising |
| Günzenhausen                                                                                                | Eching              | Landkreis Freising |
| Haag a.d.Amper                                                                                              | Haag a.d.Amper      | Landkreis Freising |
| Haindlfing                                                                                                  | Freising            | Landkreis Freising |
| Hallbergmoos                                                                                                | Hallbergmoos        | Landkreis Freising |
| Hemhausen                                                                                                   | Au i.d.Hallertau    | Landkreis Freising |
| Hirnkirchen                                                                                                 | Au i.d.Hallertau    | Landkreis Freising |
| Hohenbercha                                                                                                 | Kranzberg           | Landkreis Freising |
| Hohenkammer                                                                                                 | Hohenkammer         | Landkreis Freising |
| Hörgertshausen                                                                                              | Hörgertshausen      | Landkreis Freising |
| Inkofen | Haag a.d.Amper      | Landkreis Freising |
| Inzkofen | Wang                | Landkreis Freising |
| Itzling | Freising            | Landkreis Freising |
| Jarzt | Fahrenzhausen       | Landkreis Freising |
| Kammerberg                                                                                                  | Fahrenzhausen       | Landkreis Freising |
| Kirchdorf a.d.Amper                                                                                         | Kirchdorf a.d.Amper | Landkreis Freising |
| Kranzberg                                                                                                   | Kranzberg           | Landkreis Freising |
| Langenbach                                                                                                  | Langenbach          | Landkreis Freising |
| Lauterbach                                                                                                  | Fahrenzhausen       | Landkreis Freising |
| Margarethenried                                                                                             | Hörgertshausen      | Landkreis Freising |
| Marzling | Marzling            | Landkreis Freising |
| Massenhausen                                                                                                | Neufahrn b.Freising | Landkreis Freising |
| Mauern | Mauern              | Landkreis Freising |
| Moosburg a.d.Isar                                                                                           | Moosburg a.d.Isar   | Landkreis Freising |
| Nandlstadt                                                                                                  | Nandlstadt          | Landkreis Freising |
| Neufahrn b.Freising                                                                                         | Neufahrn b.Freising | Landkreis Freising |
| Niederambach                                                                                                | Moosburg a.d.Isar   | Landkreis Freising |
| Oberhummel                                                                                                  | Langenbach          | Landkreis Freising |
| Palzing | Zolling             | Landkreis Freising |
| Paunzhausen                                                                                                 | Paunzhausen         | Landkreis Freising |
| Pfettrach                                                                                                   | Attenkirchen        | Landkreis Freising |
| Pfrombach                                                                                                   | Moosburg a.d.Isar   | Landkreis Freising |
| Plörnbach                                                                                                   | Haag a.d.Amper      | Landkreis Freising |
| Pulling | Freising            | Landkreis Freising |
| Reichersdorf                                                                                                | Gammelsdorf         | Landkreis Freising |
| Reichertshausen                                                                                             | Au i.d.Hallertau    | Landkreis Freising |
| Rudlfing | Marzling            | Landkreis Freising |
| Schlipps | Hohenkammer         | Landkreis Freising |
| Schweinersdorf                                                                                              | Wang                | Landkreis Freising |
| Sillertshausen                                                                                              | Au i.d.Hallertau    | Landkreis Freising |
| Sünzhausen                                                                                                  | Freising            | Landkreis Freising |
| Thalhausen                                                                                                  | Kranzberg           | Landkreis Freising |
| Thonstetten                                                                                                 | Moosburg a.d.Isar   | Landkreis Freising |
| Tüntenhausen                                                                                                | Freising            | Landkreis Freising |
| Tünzhausen                                                                                                  | Allershausen        | Landkreis Freising |
| Volkmannsdorferau                                                                                           | Wang                | Landkreis Freising |
| Wang | Wang                | Landkreis Freising |
| Wimpasing                                                                                                   | Attenkirchen        | Landkreis Freising |
| Wippenhausen                                                                                                | Kirchdorf a.d.Amper | Landkreis Freising |
| Wolfersdorf                                                                                                 | Wolfersdorf         | Landkreis Freising |
| Zolling | Zolling             | Landkreis Freising |

## Schutzgebiete
Im Landkreis gibt es sieben Naturschutzgebiete, fünf Landschaftsschutzgebiete, sechs FFH-Gebiete und mindestens vier vom Bayerischen Landesamt für Umwelt ausgewiesene Geotope (Stand April 2016). Außerdem liegt ein Teil des Großschutzgebietes Naturwald Auwälder an der mittleren Isar im Landkreis.

## Kfz-Kennzeichen
Am 1. Juli 1956 wurde dem Landkreis bei der Einführung der bis heute gültigen Kfz-Kennzeichen das Unterscheidungszeichen FS zugewiesen. Es wird durchgängig bis heute ausgegeben.